# Tom Thomson
Thomas John Thomson, meglio conosciuto come Tom Thomson (Claremont, 4 agosto 1877 – Parco provinciale di Algonquin, 8 luglio 1917), è stato un pittore canadese.
Durante la sua breve carriera produsse circa 400 schizzi a olio su piccoli pannelli di legno insieme a circa 50 più grandi opere su tela. Le sue opere consistono quasi interamente in paesaggi raffiguranti alberi, cieli, laghi e fiumi. I suoi dipinti sono costruiti su ampie pennellate e un'ampia applicazione pittorica utilizzata per catturare la bellezza e i colori dei paesaggi dell'Ontario. La morte accidentale di Thomson a 39 anni avvenne poco prima della fondazione del Gruppo dei Sette ed è recepita come una tragedia nel mondo dell'arte canadese.

## Biografia
Cresciuto nell'Ontario rurale, Thomson nacque in una grande famiglia di agricoltori e non mostrò inizialmente alcun talento artistico. Thomson svolse diversi lavori prima di frequentare una scuola di economia aziendale sviluppando competenze in calligrafia e scrittura nel rame. All'inizio del ventesimo secolo, lavorò come impiegato a Seattle e Toronto come artista di disegni a penna in diverse aziende di fotoincisione tra cui la Grip Ltd. Lì incontrò coloro che, durante gli anni venti formarono il Gruppo dei Sette, tra cui J. E. H. MacDonald, Lawren Harris, Frederick Varley, Franklin Carmichael e Arthur Lismer. Incoraggiato da MacDonald, iniziò a dipingere nel 1911. Nel maggio del 1912, visitò per la prima volta il Parco di Algonquin: importante parco pubblico e riserva forestale dell'Ontario centrale che Thomson raffigurerà nelle sue tele. Fece ritorno più volte nel parco, trascorrendovi anni interi ad eccezione delle stagioni invernali in cui invece andava a risiedere a Toronto. I suoi primi dipinti non sono considerati molto buoni dal punto di vista tecnico, ma mostrano una buona comprensione della composizione e della gestione del colore. Le sue opere mature variano in composizione e contengono colori vividi e pennellate molto materiche. Fra questi vi sono, ad esempio, The Jack Pine (1916–7) e The West Wind (1917), che, oltre ad aver esercitato una grande influenza sulla pittura canadese, assumono un posto di rilievo nella cultura del Canada e vengono oggi considerati fra le opere più iconiche del Paese.
Durante la sua vita, Thomson sviluppò anche la reputazione di amante della vita all'aperto: era infatti un appassionato di pesca e canoa. Le circostanze della sua morte per annegamento a Canoe Lake nel parco di Algonquin, legato alla sua immagine di maestro canoista, diffusero l'idea (rivelatasi errata) che fosse stato ucciso o che si fosse tolto la vita. Le circostanze del suo decesso sono tuttavia rimaste poco chiare.
Sebbene fosse morto prima dell'istituzione formale del Gruppo dei Sette, Thomson esercitò su di essi un'influenza determinante e viene talvolta considerato un loro membro non ufficiale. La sua arte è in genere esposta assieme alle opere del resto del gruppo. La maggior parte delle sue opere sono collocate in Canada, principalmente alla Art Gallery of Ontario di Toronto, alla National Gallery of Canada di Ottawa, alla McMichael Canadian Art Collection di Kleinburg e alla Tom Thomson Art Gallery di Owen Sound.

## Galleria d'immagini

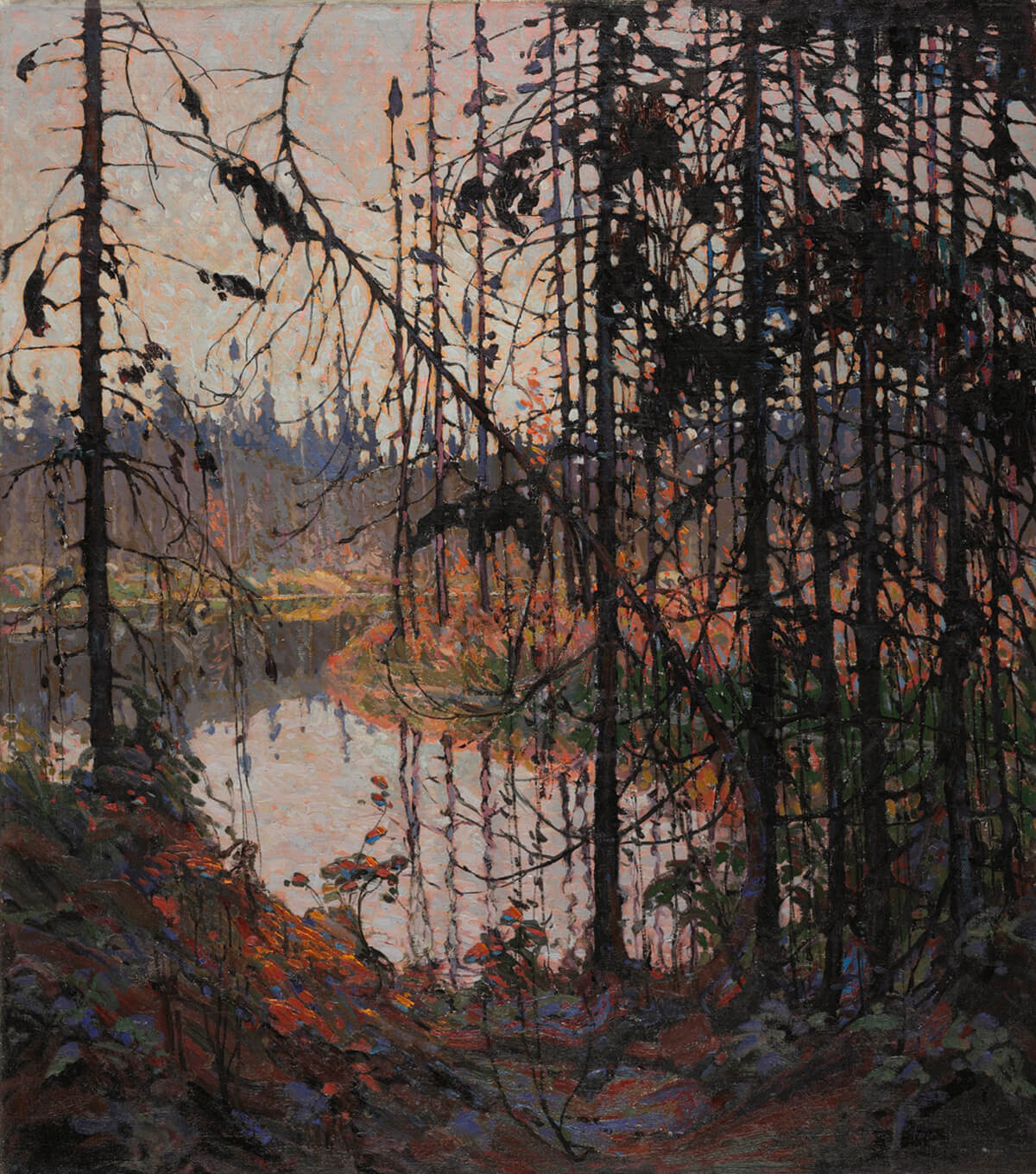
Northern River (1914-5)
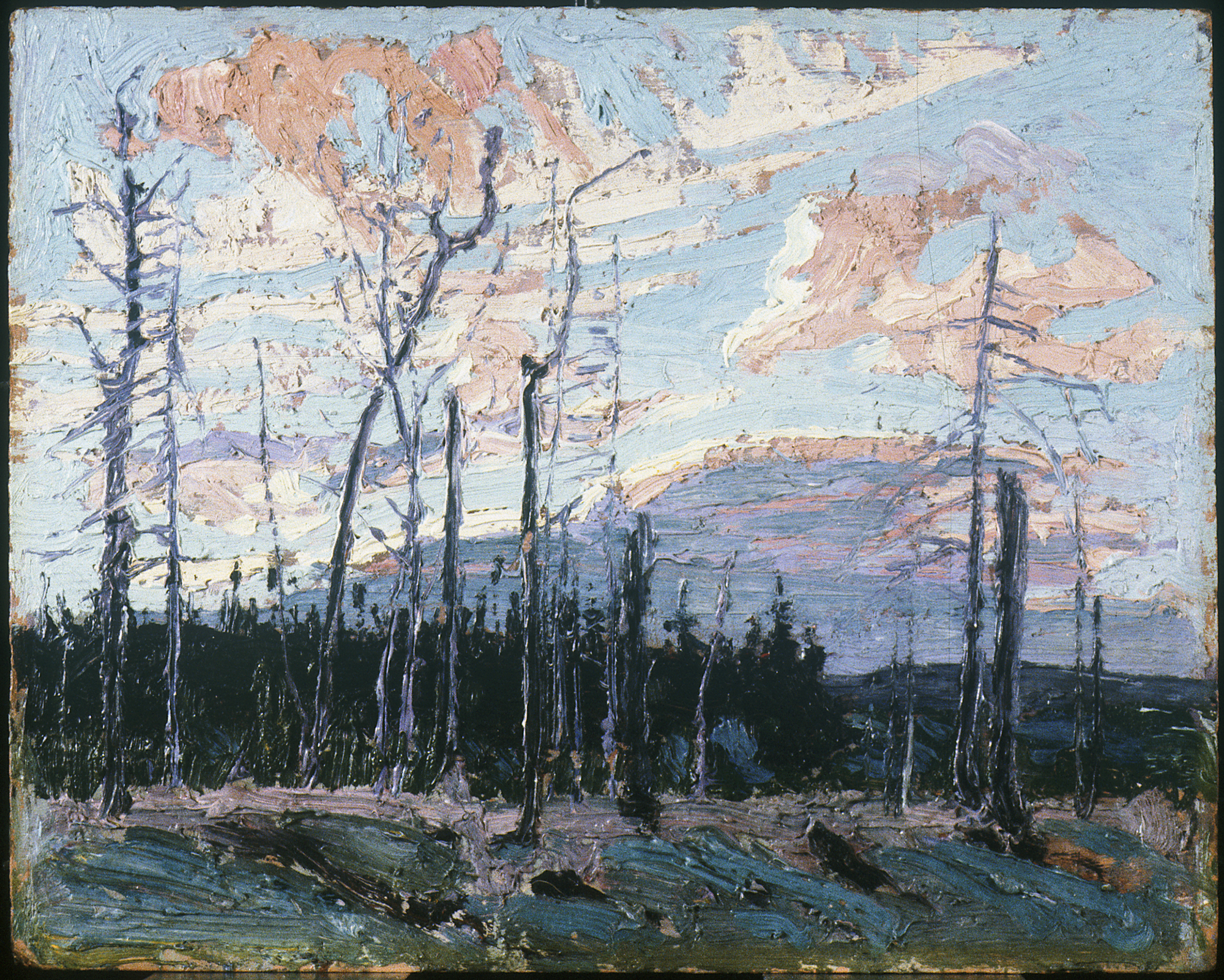
Burnt Land at Sunset (1915)
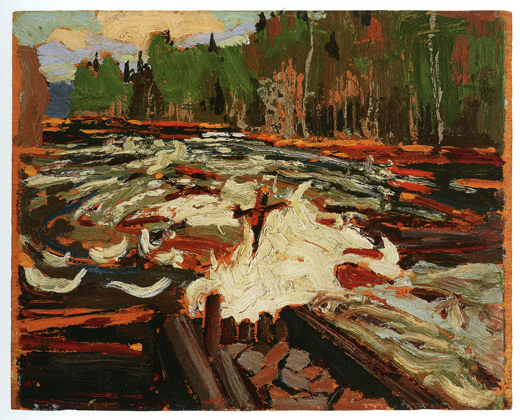
Crib and Rapids (1915)
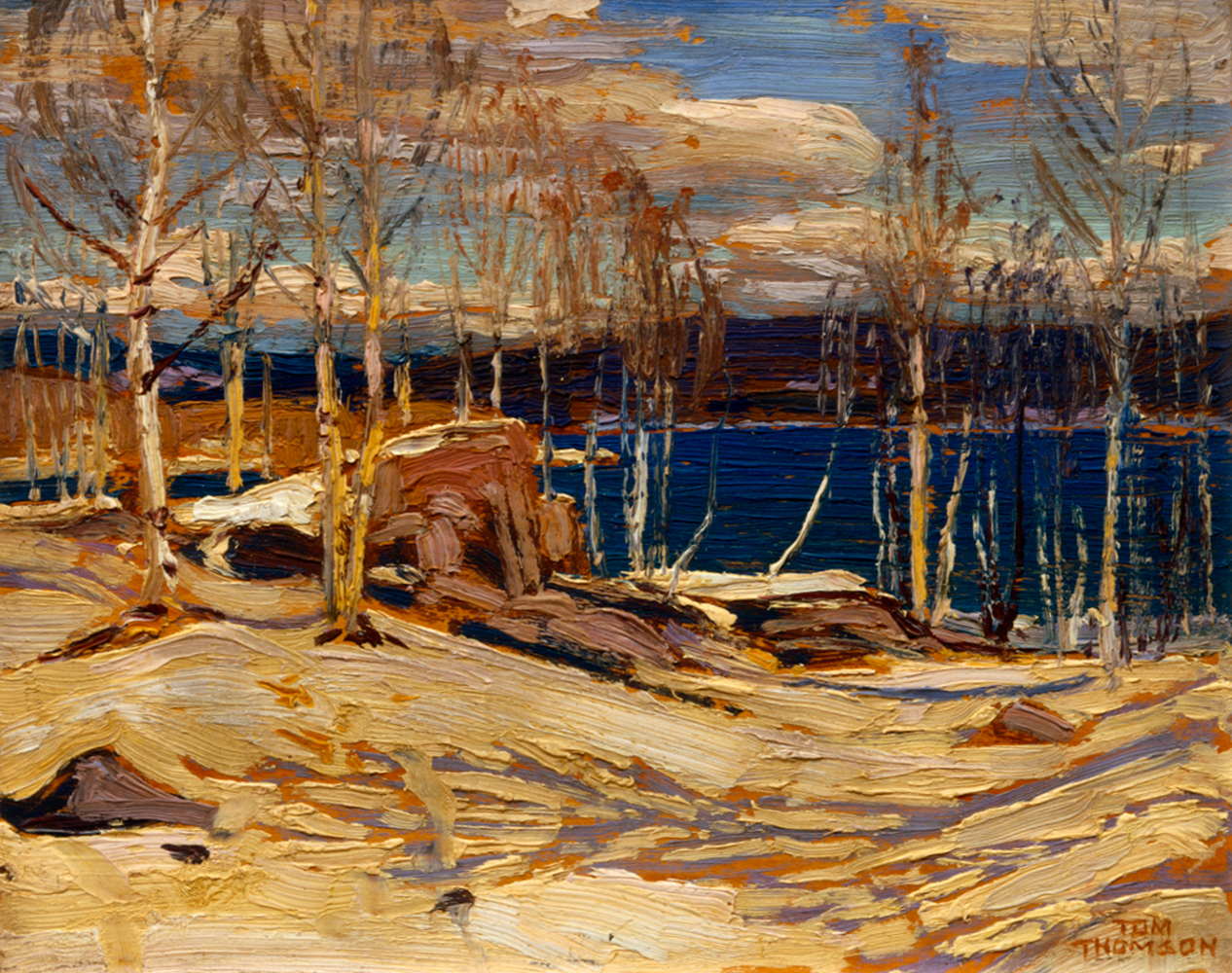
Spring Ice (1915-6)
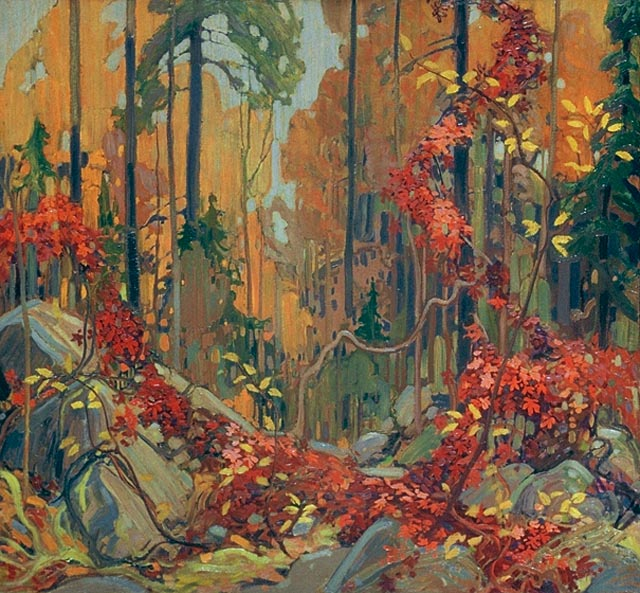
Autumn's Garland (1915-6)
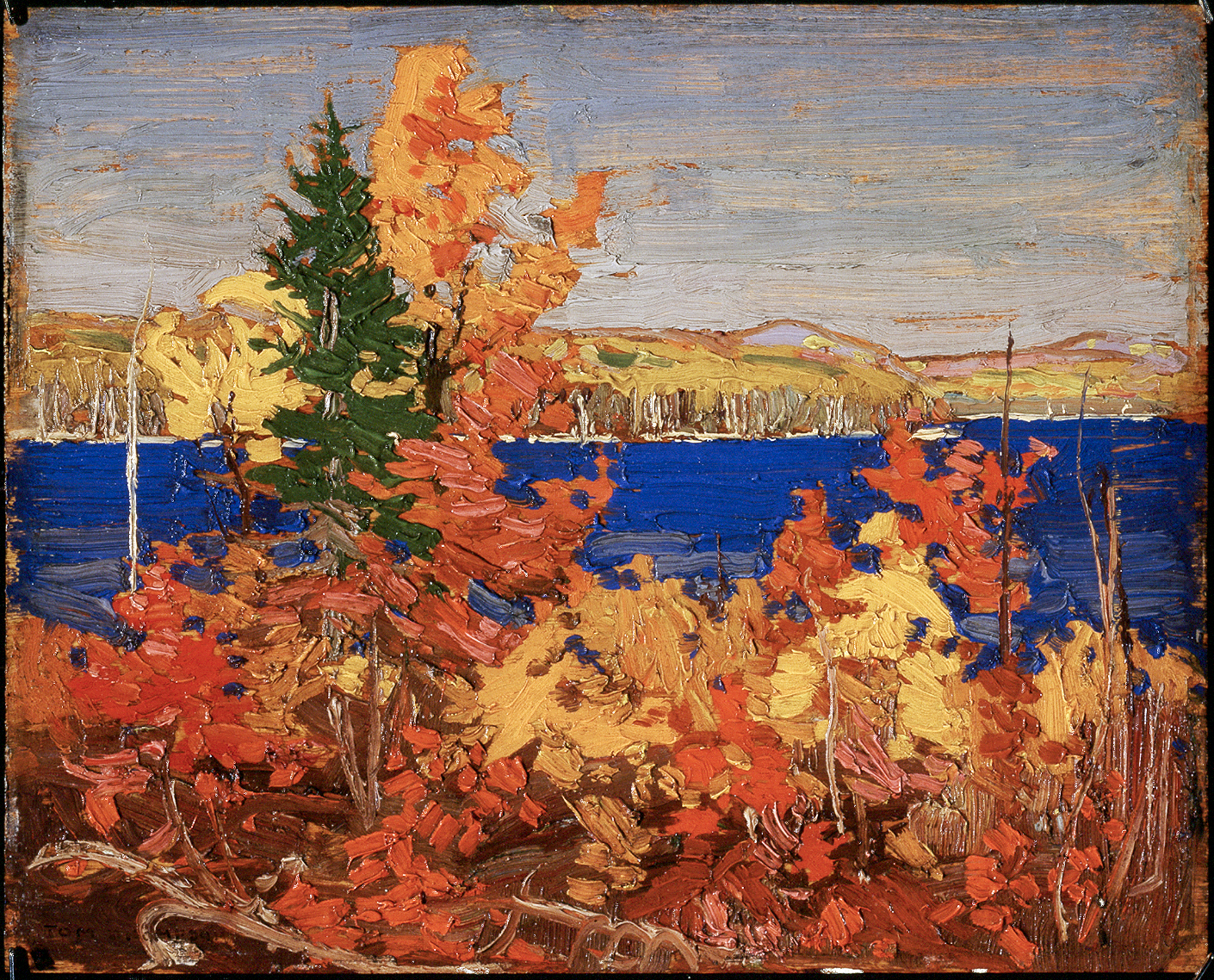
Autumn Foliage (1916)
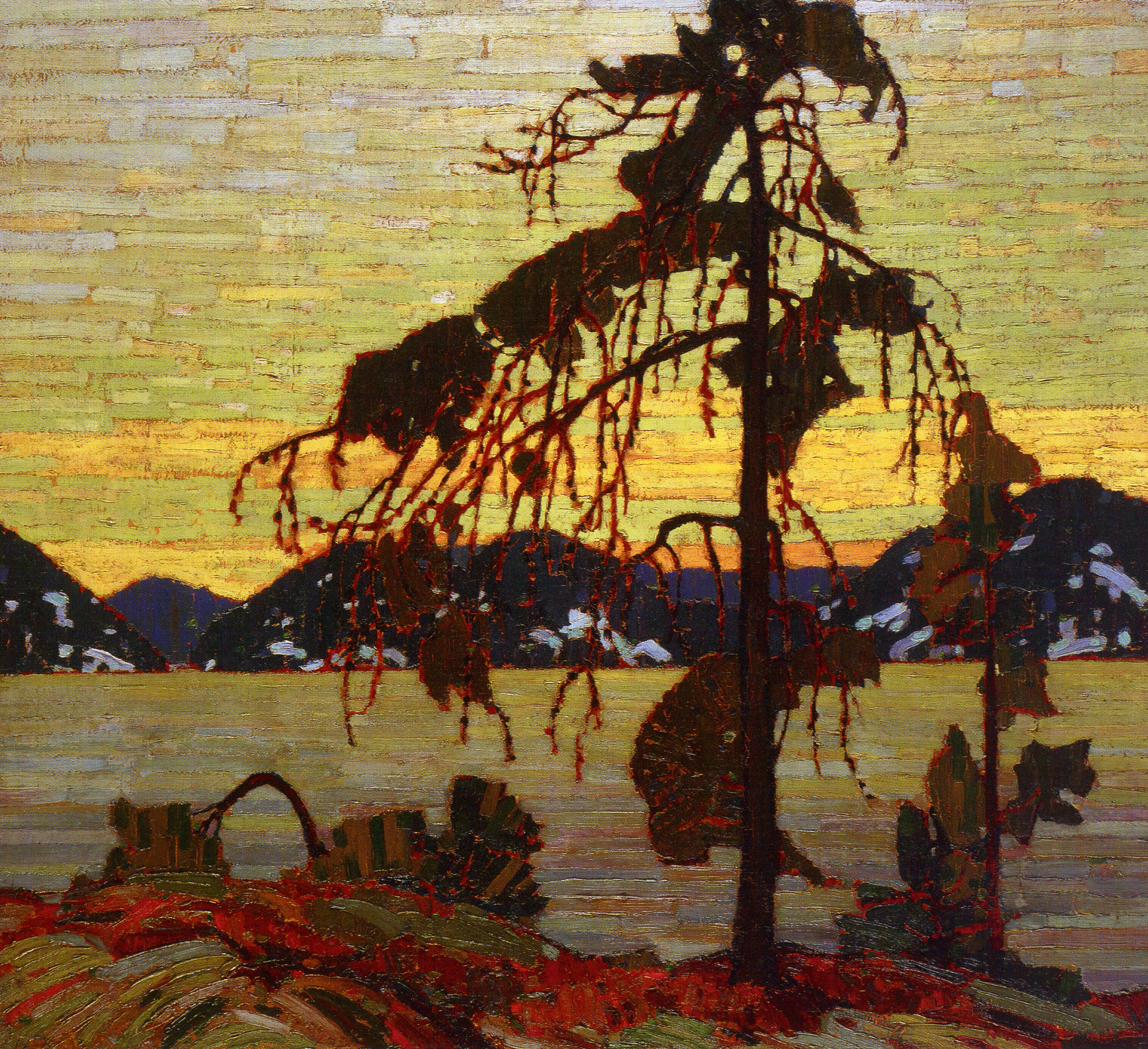
The Jack Pine (1916-7)
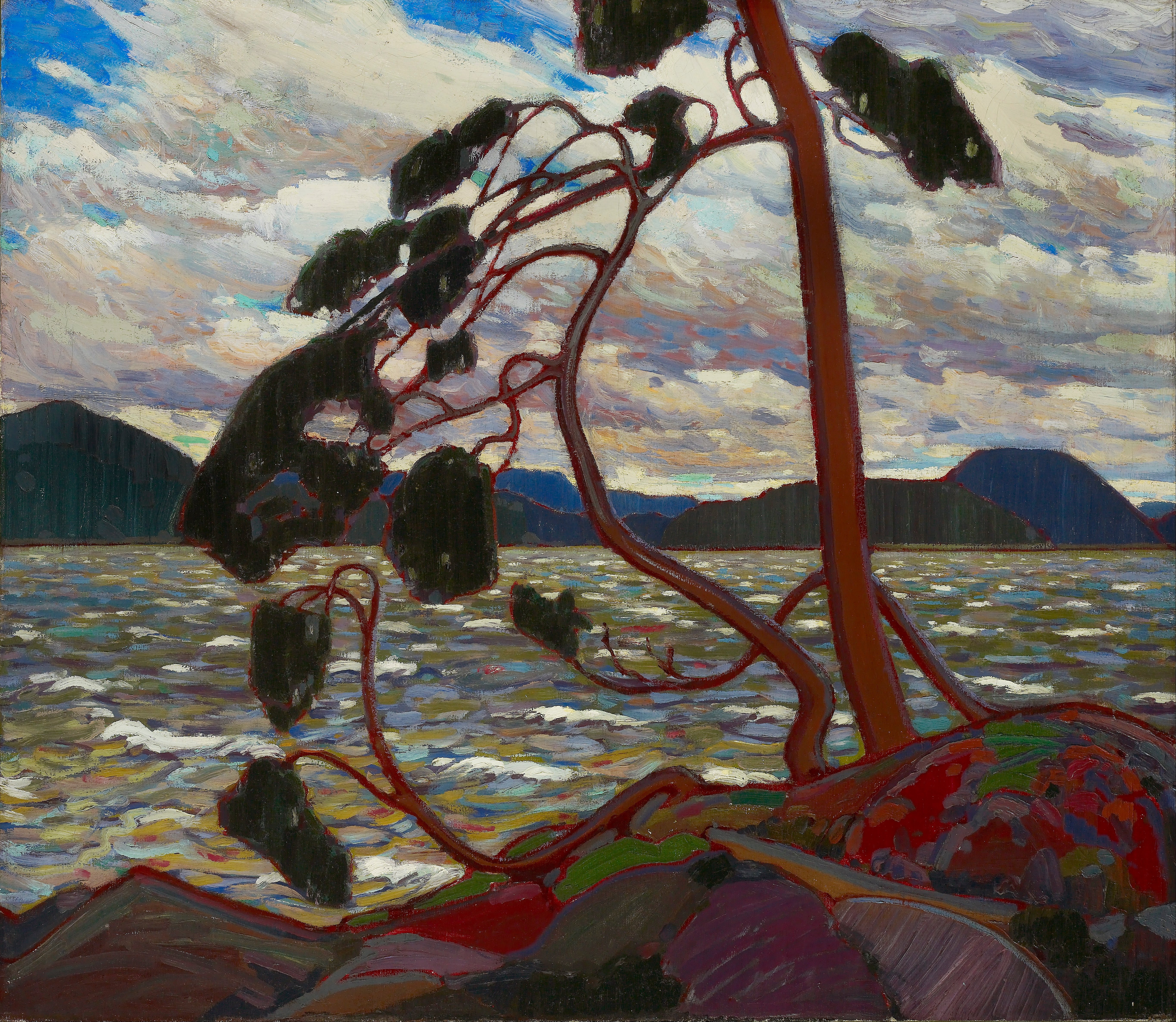
The West Wind (1917)
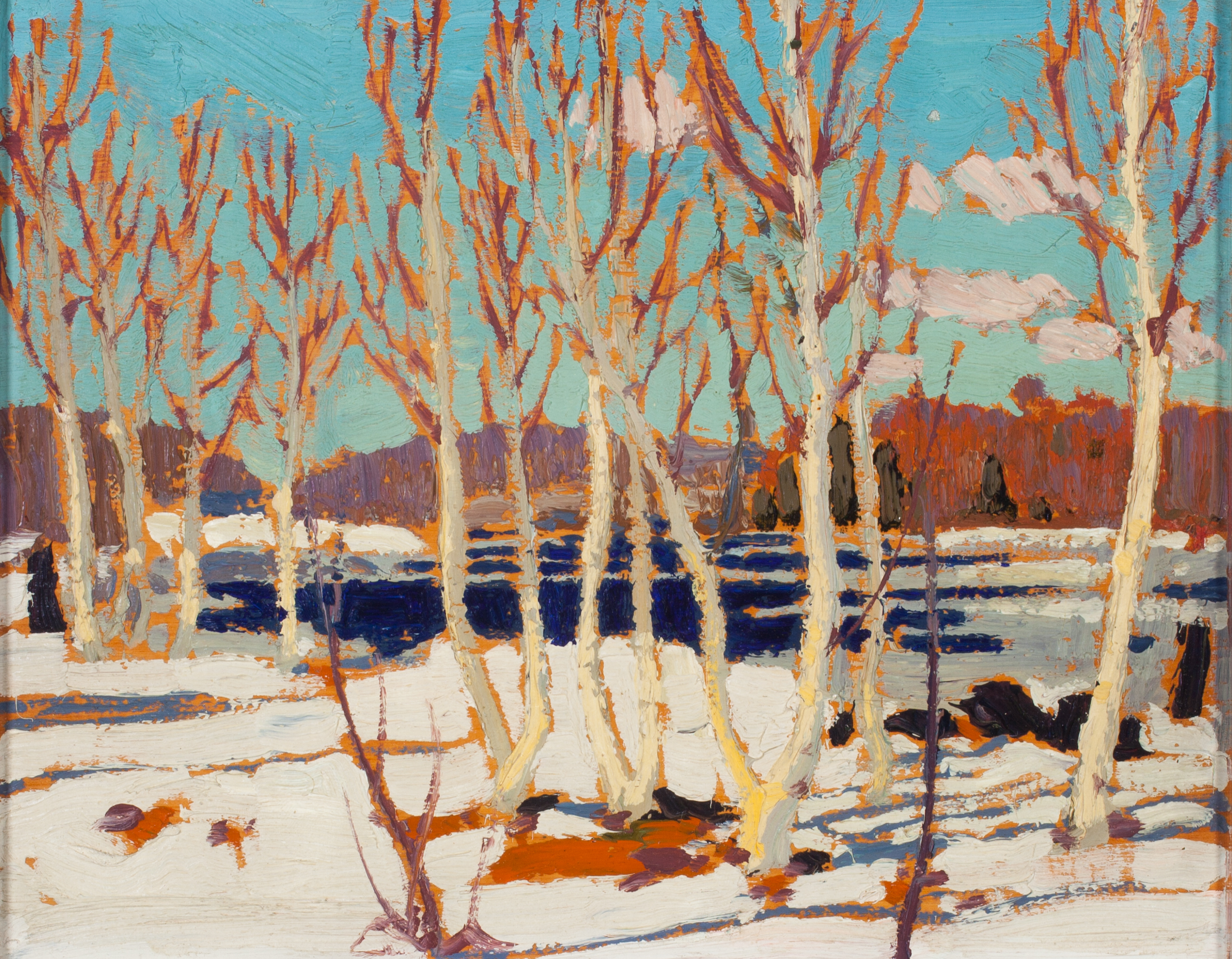
April in Algonquin Park (1917)